# Nuntă în Basarabia
Nuntă în Basarabia (deutsch: Hochzeit in Bessarabien) ist eine rumänisch-moldauische Filmkomödie aus dem Jahr 2010. Regie führte Nap Toader, der auch das Drehbuch für den Film verfasst hatte.  

## Handlung
Am Beginn des Films streitet sich das junge Paar Vlad und Vica in einem Zug. Vica ist schwanger und die beiden möchten zusammen leben, brauchen dafür aber das nötige Geld. Deshalb haben sich die beiden von Rumänien aus nach Moldau aufgemacht, das Heimatland von Vica. Dort soll ihre Hochzeit stattfinden, was neben dem Treffen mit der Familie auch Geldgeschenke bedeutet. Als sie in Chișinău bei der Familie eintreffen, befindet sich diese in Trauer, weil der Hund der Familie verstorben ist. Vicas Vater, ein Dichter, trägt während der Feier keinen Toast auf das Paar vor, sondern ein Gedicht zu Ehren des Hundes. Auf der Hochzeit tauchen verschiedene Schatten der Vergangenheit auf. Zum einen alte Liebhaber, zum anderen aber auch die Geschichte der Region, in der Russland und Rumänien bis heute um Einfluss ringen. So begegnet die Familie dem rumänischen Bräutigam mit Argwohn und hinterfragt seine Liebe zu Vica und seine politischen Ansichten. Insbesondere Vicas Schwager, der in sie verliebt ist, schikaniert Vlad. Trotz dieser Konflikte handelt es sich letztendlich doch um ein lebensfrohes Hochzeitsfest.

## Hintergrund
Hochzeit in Bessarabien wurde von der Produktionsgesellschaft Mediana Communication produziert. Das Budget belief sich auf rund 50.000 Dollar. Der Film lief in Moldau am 16. September 2010 an. Rumänien folgte am 23. September 2010. Es handelt sich um die einzigen beiden Länder, in denen es zu einer Kinoauswertung kam. Die Weltpremiere erfolgte auf dem Tallinn Black Nights Film Festival am 2. Dezember 2009.
Bei den rumänischen Gopo Awards war Igor Caras-Romanov als bester Nebendarsteller nominiert.